# 勐伦新园蛛
勐伦新园蛛（学名：Neoscona menglunensis）为园蛛科新园蛛属的动物。在中国大陆，分布于云南等地。该物种的模式产地在云南勐伦。